# Престонице Србије
Данас је Београд престоница Србије. Године 1841, кнез Михаило Обреновић (прва влада 1839—1842, друга влада 1860—1868) преместио је престоницу из Крагујевца у Београд. Списак историјских престоница Србије налази се испод и поређан је по хронолошком редоследу.

## Престонице Србије у средњем веку
- Достиника (? — друга половина X века) је била најстарија позната престоница Србије и седиште прве српске државе на Балкану под Властимировићима. Она се помиње на првом месту међу насељеним градовима у крштеној односно балканској Србији, у спису „О управљању Царством“ византијског цара Константина Порфирогенита (913—959), насталог средином X века. Њен положај, као и остаци, до данас нису утврђени и пронађени, али се сматра да се налазила на простору између данашњег Пријепоља и Сјенице.
- Скадар  је постао престоница српске државе Дукље за вријеме владавине Светог Јована Владимира у другој половини 10. века. Скадар је био престоница Константина Бодина, првог Србина са звањем цара (Дукља, око 1050 — Скадар, око 1099).  Византијски цар Константин Порфирогенит описао је у делу „О управљању царством“ (De Administrando Imperio) како је Ираклије дао Србима град Скадар са околином током 7. века. Они су ту основали државу Дукљу.
- Рас (?—крај XII / почетак XIII века) је био престоница српске области која је по њој названа Рашка. Њени велики жупани су почетком XII века преузели вођство у српским нападима на Византију од Краљевине Зете и из ње се касније развила српска држава под Немањићима. Тачан положај Раса није у потпуности утврђен, али се сматра да је у питању локалитет Градина, недалеко од данашњег Новог Пазара који је спаљен 1242. године. У доба док је Достиника била средиште српске државе, Рас је представљао њену источну границу.
- Ниш / Нишка тврђава (1183—1191) је био краткотрајна престоница Стефана Немање ((1166) 1168—1196) у којој се он састао са Фридрихом Барбаросом (краљ 1152—1190, цар 1155—1190).
- Од времена Стефана Немање и почетка ширења Рашке, махом ка југоистоку, Рас губи свој дотадашњи значај. Држава Немањића у то доба нема сталну престоницу, већ се њено седиште налази тамо где и тренутни краљ, обично у неком од двораца (Пауни, Неродимља, Сврчин, Штимља (Штимље) и други).
- Дебрц, престоница краља Стефана Драгутина (крај 13. века).
- Београд / Београдска тврђава (1284—1316) је био престоница државе краља Драгутина (краљ Србије 1276—1282, сремски краљ 1282—1316), након његове абдикације у Милутинову (1282—1321) корист на сабору у Дежеви 1282. године. Његов шурак краљ Угарске Владислав IV Куманац (1272—1290) му је 1284. године доделио на управу Мачву са Београдом у који он смешта седиште своје државе које се до тада налазило у његовом двору Дебрцу. Треба имати у виду да се његова држава у историји обично назива Сремском краљевином и врло ретко се назива Србијом, пошто се под тим термином обично подразумева краљевина којом је владао његов брат Милутин.
- Скопље / Скопска тврђава (1282 — друга половина XIV века) је постало престоница Краљевине Србије за владавине краља Милутина и од тог доба се у њему налази један од владарских дворова Немањића. Током владавине Стефана Душана (краљ 1331—1346, цар 1346—1355) игра веома битну улогу као престоница Српског царства у којој је сам Душан овенчан за цара Срба и Грка 1346. године и прогласио свој законик 1349. године.
- Призрен / Призренска тврђава (средина XIV века — 1371) је био једна од престоница Српског царства у којој је постојао царски дворац. Недалеко од њега је Душан подигао своју задужбину манастир светих Архангела у склопу утврђеног Вишеграда. Путници из тог доба га називају царским градом и царском престоницом, док се у српској народној епској поезији помиње као српски Цариград.
- Сер / Серска тврђава (средина XIV века — 1355) је био једна од престоница Српског царства у којој је постојао царски дворац. Његово освајање 1345. године је Душану пружило легитимитет да се на Божић (25. децембра) исте године на великом сабору прогласи за цара Срба и Грка, а касније је у њему 1354. године допунио свој законик са још 66 чланова.
- Ужице, престоница државе Николе Алтомановића (друга половина 14. века).
- Прилеп / Прилепска тврђава (1366—1395) је био престоница државе српског краља Марка (1371—1395) из породице Мрњавчевића.
- Крушевац / Крушевачка тврђава (1371—1405) је био престоница Моравске Србије током владавине кнежева из породице Хребељановића, прво Лазара (1371—1389), а потом и његовог сина Стефана (кнез 1389—1402, деспот 1402—1427). Први пут се помиње у једној Лазаревој повељи из 1387. године, која је издата у славноме граду господства ми Крушевцу.
- Приштина, престоница земље Вука Бранковића (14—15. век).
- Београд / Београдска тврђава (1405—1427) је био престоница Српске деспотовине, током владавине деспота Стефана. Након што је 1402. године од регента византијског цара Јована (VII) (савладар 1376—1379, цар 1390, регент 1399—1403) добио титулу деспота и од Жигмунда Луксембуршког (краљ 1387—1437, цар 1433—1437) разрушени Београд, он почиње да га обнавља и 1405. године у њега премешта своју престоницу. Током његове владавине, градска површина опасана бедемима се удесетостручила, а сам град је доживео економски и културни процват.
- Смедерево / Смедеревска тврђава (1428—1459) је било престоница Деспотовине Србије под Бранковићима. Подигао га је деспот Ђурађ (1427—1456), прво као свој утврђени дворац у близини Краљевине Угарске, да би га касније проширио и од њега направио праву утврђену престоницу.

## Престонице Србије у новом веку
- Суботица, престоница државе цара Јована Ненада (владао 1526-1527).
- Сегедин, престоница државе цара Јована Ненада (владао 1526-1527).
- Сланкамен, престоница Сремског војводства Радослава Челника (владао 1527-1530).
- Небојц, престоница Сремског војводства Радослава Челника (владао 1527-1530).
- Београд, престоница хабзбуршке Краљевине Србије (1718-1739).
- Топола (1805—1813) је била престоница устаничке Србије током Првог српског устанка на чијем се челу налазио Карађорђе који је и основао градић.
- Крагујевац (1818—1839 и 1840-1841) је био прва престоница Кнежевине Србије настале након Другог српског устанка.
- Београд, престоница Кнежевине и Краљевине Србије (1839-1840 и 1841—1915).
- Сремски Карловци, Земун, Велики Бечкерек, Темишвар - престонице Српске Војводине (1848-1849).
- Темишвар, престоница Војводства Србије и Тамишког Баната (1849-1860).
- Ниш (1915) је био престоница Краљевине Србије, након заузећа Београда у Првом светском рату.

## Престонице Србије у савременом добу
- Београд
  - престоница Краљевине Србије (новембар 1918. — 1. децембар 1918),
  - престоница окупиране Недићеве Србије (1941-1944),
  - престоница СР Србије у саставу СФР Југославије (1944-1992),
  - престоница Републике Србије у саставу СР Југославије / Србије и Црне Горе (1992-2006),
  - престоница независне Републике Србије (од 2006).
- Ужице, престоница Ужичке републике (1941).